# Aeroportul Mutare
Aeroportul Mutare (IATA: UTA, ICAO: FVMU) este un aeroport din Manicaland, Zimbabwe ce deservește zona Mutare. A fost numit după zona deservită.
Situat la o altitudine de 1.047 m, aeroportul dispune de o singură pistă.